# Tubolaimoides tenuicaudatus
Tubolaimoides tenuicaudatus is een rondwormensoort uit de familie van de Tubolaimoididae. De wetenschappelijke naam van de soort is voor het eerst geldig gepubliceerd in 1934 door Allgén.